# Destination Unknown (Album)
Destination Unknown ist ein Jazzalbum von Sun Ra and his Omniverse Arkestra. Die am 29. März 1992 im Moonwalker Club in Aarburg entstandenen Aufnahmen erschienen 1992 auf Enja. Es war das letzte Album, das Sun Ra, der im folgenden Jahr starb, zu Lebzeiten veröffentlichen konnte.

## Hintergrund
In den späten 1980ern und frühen 90er-Jahren erlangte Sun Ra landesweite Anerkennung. Die alternative Rockwelt nahm ihn als großen Einfluss auf. Das Arkestra spielte einen Gig bei Saturday Night Live. Robert Mugge hat einen Dokumentarfilm über ihn und seine „Theologie des Weltraumzeitalters“ mit dem Titel Sun Ra, A Joyful Noise gedreht. Ra wurde mit dem Liberty Bowl Award der Stadt Philadelphia geehrt und das Sun Ra Arkestra in einer Kritikerumfrage des Down Beat zur besten Big Band gewählt.
Im November 1990 erlitt Sun Ra einen Schlaganfall, der ihn zunächst halbseitig lähmte. Später konnte er im Rollstuhl wieder auftreten und eingeschränkt spielen. Nach einem Auftritt im Village Vanguard (At the Village Vanguard) im November 1991 gab er im Februar 1992 einen Workshop am New England Conservatory of Music (bei dem er nicht sprechen konnte) und einem Auftritt in der Knitting Factory. Im März kam es im Frühjahr 1992 zu einer kleinen, letzten, von Mike Hennessey betreuten Europatournee seines nun im Mittelformat auftretenden Arkestra mit Auftritten im Pumpehuset in Kopenhagen, in München und im Jazzkeller Frankfurt, bei der zudem die Mitschnitte Live in Ulm 1992 (erschienen auf Leo Records 2014) und Destination Unknown in der Schweiz entstanden sind. Es handelte sich um die letzten Aufnahmen, die er mit dem Arkestra einspielte.
Das Programm auf Destination Unknown von zehn Titeln, etwa eine Stunde lang, enthält bekannte Arkestra-Favoriten wie „Theme of the Stargazers“, „Calling Planet Earth“, „Interstellar Lo-Ways“ und „Echoes of the Future“ sowie den Abschluss „We Travel the Spaceways“ und die Standards „Prelude to a Kiss“ (von Duke Ellington und Irving Gordon) und „’S Wonderful“ (von George Gershwin), zusammen mit Will Hudsons „Hocus Pocus“, eine Swingnummer aus dem Repertoire des Orchesters von Fletcher Henderson. Die Titelangaben auf dem Album sind nicht in allen Fällen exakt, wie Hartmut Geerken und Chris Trent feststellten. Nach ihrem Urteil enthält Calling Planet Earth nicht nur Destination Unknown, sondern endet mit einer Interpretation von An Astro Nation of the United Worlds of Outer Space. Satellites are Scanning sei tatsächlich Satellites Are Spinning. Am Anfang des letzten Titels werde Space Is the Place gespielt; es handele sich folglich um ein Medley mit We Travel the Spaceways. In den Liner Notes von Destination Unknown kommt Sun Ra mit einem längeren Statement zu Wort, dass Werner Aldinger aus einem Interview montierte, dass er 1988 mit ihm führte.
Zurück in den USA trat Sun Ra im Juli 1992 mit seinem Arkestra im Central Park (als Vorgruppe für Sonic Youth) auf, gefolgt von Auftritten im New Yorker Club Bottom Line. Nachdem er im September 1992 mit Billy Bang, John Ore und Andrew Cyrille das Album Tribute to Stuff Smith aufnahm, stellte er mit dieser Formation das Stuff-Smith-Repertoire im November im Village Vanguard vor. Zuvor erlitt er allerdings im Oktober 1992 einen zweiten Schlaganfall, der ihn letztlich zwang, weitere Konzertpläne aufzugeben und zur medizinischen Versorgung in seine Heimatstadt Birmingham (Alabama) zurückzukehren, wo er 80-jährig am 30. Mai 1993 verstarb.

## Titelliste
- Sun Ra and his Omniverse Arkestra: Destination Unknown (Enja CD 7071-2 bzw. CRCJ-1017)[7]

1. Carefree 10:18
2. Untitled [Echoes of the Future] 6:24
3. Prelude to a Kiss (Ellington/Gordon) 6:50
4. Hocus Pocus (Will Hudson) 2:55
5. Theme of the Stargazers 6:07
6. Interstellar Lo-Ways 4:39
7. Calling Planet Earth 5:41[8]
8. Satellites Are Scanning 3:31[9]
9. ’S Wonderful (George Gershwin / Ira Gershwin) 4:56
10. We Travel the Spaceways 4:44[10]

Wenn nicht anders vermerkt, stammen die Kompositionen von Sun Ra.

## Rezeption
Nach Ansicht von Richard Cook und Brian Morton, die das Album in The Penguin Guide to Jazz mit drei Sternen auszeichneten, würden nur wenige von Sun Ras späteren Alben seinem Namen alle Ehre machen. Krank und müde zu dieser Zeit, habe er in dem Procedere [der Konzerte] nur noch eine weitgehend symbolische Rolle gespielt, als Frontmann geschrumpfter Formationen, die nicht mehr die Konzentration aufzubringen schienen, gute Ensemblemusik zu spielen. Die Abwesenheit von John Gilmore bei der letzten Session, aus welchen Gründen auch immer, müsse in diesem Zusammenhang als symbolisch angesehen werden.
Thom Jurek verlieh dem Album in Allmusic drei Sterne und schrieb, diese am Schluss von Sun Ras Konzertkarriere aufgenommene Version des Arkestra sei gut gewesen, aber dennoch weit entfernt von der Band, die mit ihrer Präsenz Welten zum Beben bringen konnte. Mit Michael Ray, Marshall Allen, Buster Smith, Ahmed Abdullah, Bruce Edwards und einigen anderen brachten diese elf Männer die Musik mit den üblichen tadellosen Arrangements zu den Menschen, aber ohne das improvisatorische Feuer, das für Ras Band auf ihrem Höhepunkt so charakteristisch war. Das Gefühl sei da, aber das Feuer nicht; so sei zwar auch der Groove vorhanden, aber die Heftigkeit der Attacke fehle. Das Spiel des Arkestra sei tadellos, aber „die chaotische Kante“ sei nun abgerundet. Es gebe hier sicherlich viel zu genießen, wenn man in einem Vakuum zuhören würde, aber wenn man diese Aufnahmen vergleiche, wie man es in einer Linie musikalischer und historischer Kontinuität tun kann und sollte – besonders die, die Sun Ra so bereitwillig und beharrlich zur Verfügung stellte – verblasse dieses Album.